# NGC 2668
NGC 2668 je galaksija u zviježđu Risu.

## Vanjske poveznice
- SEDS: NGC 2668